# جيمس ريد تشادويك
جيمس ريد تشادويك (بالإنجليزية: James Read Chadwick)‏ هو أمين مكتبة أمريكي، ولد في 2 نوفمبر 1844 في بوسطن في الولايات المتحدة، وتوفي في 23 سبتمبر 1905.